# Garibaldi Provincial Park
Der Garibaldi Provincial Park ist ein 1946 Quadratkilometer großer Provincial Park in der kanadischen Provinz British Columbia. Der Park liegt 64 Kilometer nördlich von Vancouver und schützt einen eindrucksvollen Abschnitt der Coast Mountains, der Southern Pacific Ranges.
Der Park, bzw. ein Teil seiner Fläche im Südwesten, ist Bestandteil des im September 2021 neu eingerichteten Biosphärenreservat Atl'ka7tsme/Howe Sound, einem UNESCO-Biosphärenreservat.

## Anlage
Der kleine Park liegt im Übergangsgebiet zwischen der Sunshine Coast und den Coast Mountains. Der Zugang zum Park erfolgt über verschiedene Parkplätze entlang dem Sea-to-Sky-Highway oder vom Alice Lake Provincial Park aus. Der Park ist nicht weiter durch Straßen erschlossen.
Bei dem Park handelt es sich um ein Schutzgebiet der Kategorie II (Nationalpark).

## Geschichte
Der Mount Garibaldi wurde erstmals 1907 bestiegen. Der Ausblick und die Schönheit der Umgebung führten zu regelmäßigen Bergsteigercamps im Sommer am Garibaldi Lake, so dass schon 1920 das Gebiet als Park Reserve eingestuft wurde. 1927 wurde der Provincial Park mit einer Größe von 194.650 Hektar gegründet und nach dem Mount Garibaldi benannt.
Der bekannte kanadische Bergsteiger Neal M. Carter war an der Erstbesteigung verschiedener Berge, wie 1923 dem Wedge Mountain (2895 m) und dem Mount James Turner (2703 m), im Park beteiligt.

## Geographie
Das Gebirge wurde durch vulkanische Aktivitäten aufgebaut und durch Gletscher geformt. Deren Erosionsvorgänge schufen bizarre Bergformationen, tief eingeschnittene Täler und schuttreiche Berghänge. Der Mount Garibaldi selbst ist ein 2678 m hoher Schichtvulkan. Besonders die Region zwischen dem Garibaldi-Gletscher und dem Cheakamus Lake wird vom Wechsel aus schwarzen Vulkanbergen, schneegleißenden Gletschern und tiefblauen Bergseen bestimmt.

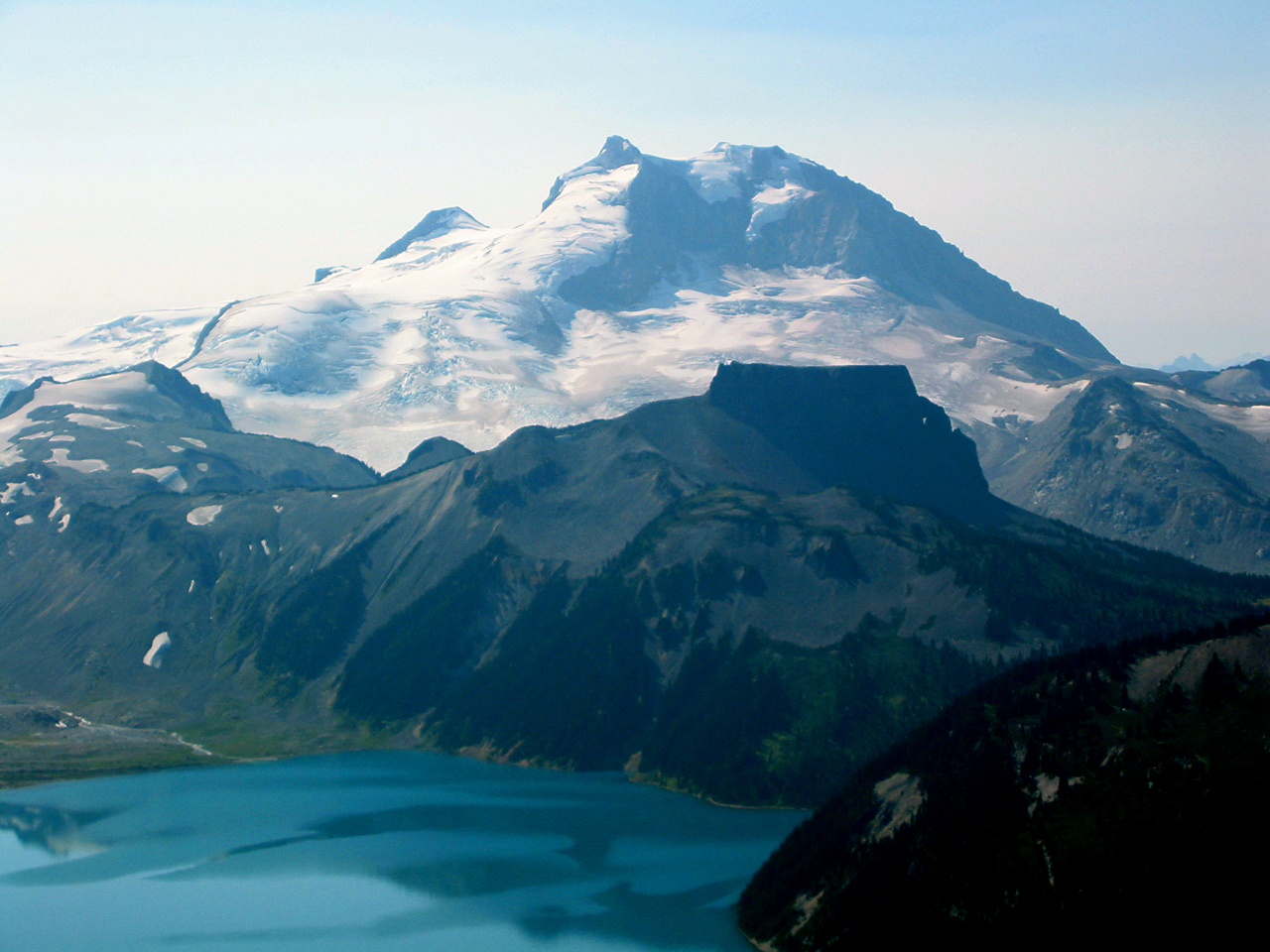
Mount Garibaldi und The Table im Garibaldi Provincial Park

Beim Ausbruch des Mount Price vor 10.000 Jahren stoppte ein Gletscher die abfließende Lava und bewirkte die Entstehung eines natürlichen Damms, der heute noch 460 Meter hoch ist und The Barrier genannt wird. The Barrier staut den Rubble Creek zum fast 10 Quadratkilometer und bis zu 300 Meter tiefen Garibaldi Lake auf. Ein Erdbeben im Jahr 1855 ließ den westlichen Teil der Barrier als Steinlawine in den Rubble Creek stürzen, der Bergrutsch ist heute noch erkennbar. Südlich des Lake Garibaldi ragt The Table auf, ein steilwandiger und plateauartiger, 2019 m hoher Gipfel. Entstanden ist er, als Lava unter dem vergletscherten Gipfel eruptierte und einen Kanal in das Eis schmolz. Dadurch erhielt der Berggipfel die Form einer Schichttorte, ein Phänomen, das sonst weltweit nur an zwei anderen Stellen bekannt ist.

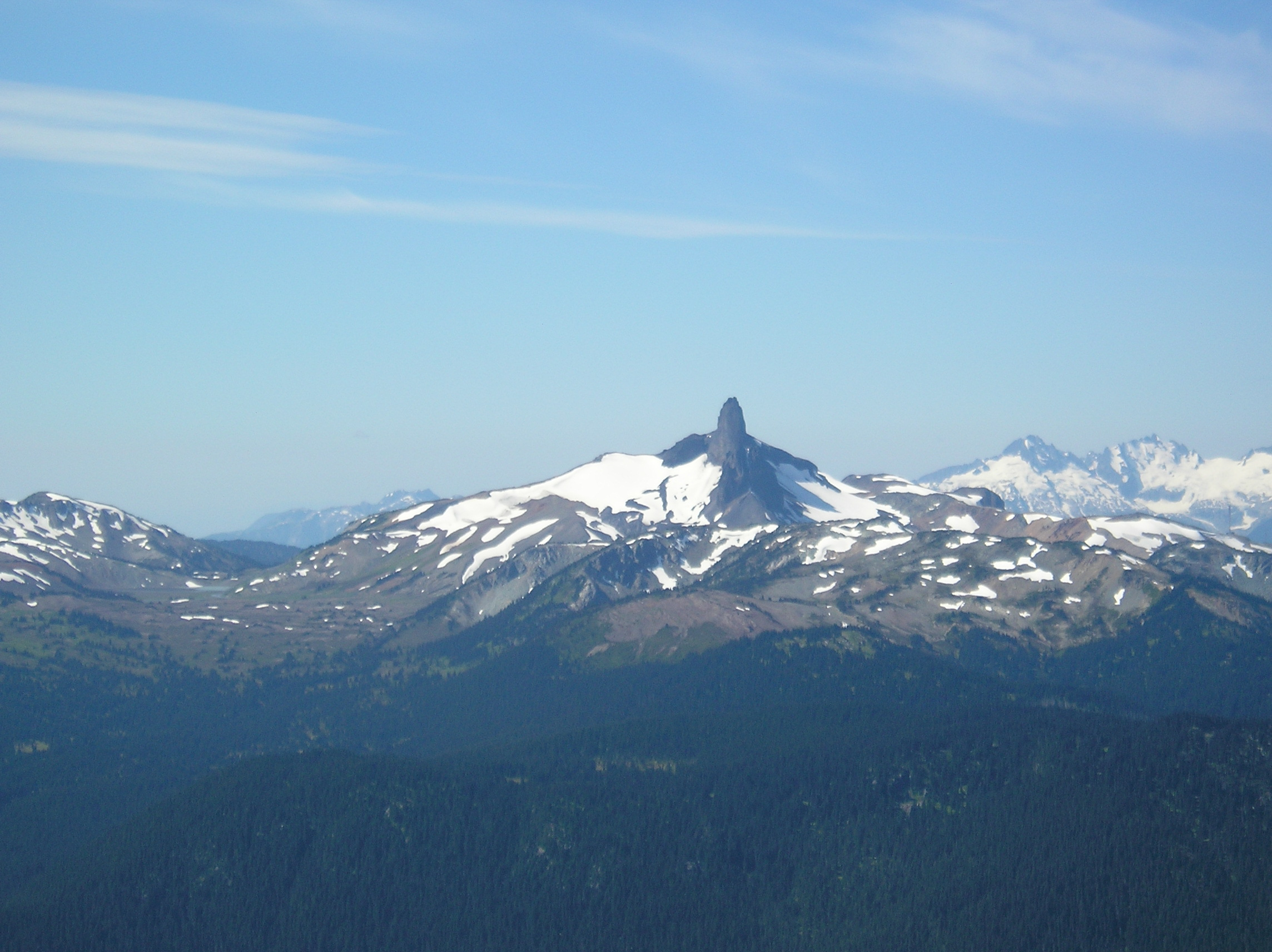
Vulkanschlot The Black Tusk

Der Black Tusk nördlich des Garibaldi Lake ist der 2319 m hohe Schlot eines Vulkans, der mit hartem Basalt gefüllt war. Die äußere weichere Hülle des Vulkans wurde durch Erosion abgetragen, so dass heute nur noch ein schwarzer Basaltzylinder aus dem schuttübersäten Bergrücken aufragt. Der höchste Berg im Park ist der 2891 m hohe Wedge Mountain im Norden des Parks.

## Flora und Fauna
Innerhalb des Ökosystems von British Columbia wird das Parkgebiet auf Grund der Größe und der unterschiedlichen Beschaffenheit verschiedenen Zonen zugeordnet, der Coastal Western Hemlock Zone, der Mountain Hemlock Zone und der Alpine Tundra Zone. Während die Alpine Tundra Zone deutlich ab einer Höhe von 1750 Meter identifiziert werden kann, ist der Übergang der darunterliegenden Mountain Hemlock Zone in die Coastal Western Hemlock Zone fließend. Diese biogeoklimatischen Zonen zeichnen sich durch das gleiche bzw. ein sehr ähnliches Klima und gleiche oder ähnliche biologische sowie geologische Voraussetzungen aus. Daraus resultiert in der jeweiligen Zonen dann ein sehr ähnlicher Bestand an Pflanzen und Tieren.
Im Parkgebiet liegen mehrere Vegetationsstufen: in den Tälern und an den unteren Berghängen, vor allem im westlichen Cheakamus Valley, befindet sich ein feuchtgemäßigter Regenwald aus Westamerikanischen Hemlocktannen, Nootka-Scheinzypressen und Douglasien. Die bis zu 400 Jahre alten Bäume sind bis zu 60 Meter hoch und haben bis zu neun Metern Umfang. Der Wald hat einen dichten Unterwuchs aus Schwertfarnen, Heidekrautgewächsen und immergrünen Heidelbeeren. Epiphytische Flechten und Moose überziehen jeden Baumstamm bis in die Krone. Ab 1000 Meter Höhe wird der Regenwald zu einem fichtenbeherrschten Bergwald aus Felsengebirgstannen mit Unterwuchs aus einem undurchdringlichen Dickicht aus Weiden, Rotem Holunder, Schwarzen Himbeeren und Weißer Rhododendron. Auf den plateauartigen Berghängen geht der Bergwald in subalpine Blumenwiesen über, die ab Juni von einer überaus reichen Blütenpracht bedeckt sind. Die erste Blüte besteht aus Buschwindröschen, Schnee-Hahnenfuß, Osterglocken und Berglilien. Im August folgt eine zweite Blüte aus Indian Paintbrush, Kanadischem Berufkraut, Arktischer Lupine, Arnika, Schmalblättrigem Weidenröschen und Grünem Germer.
Ab 1500 Metern Höhe überziehen weitgehend vegetationslose schwarze Schuttfelder die Berghänge, die zu Schneefeldern und Gletschern emporsteigen. Hier finden sich dann fast nur noch Flechten, wie die Landkartenflechte und ähnliche Gewächse.
An Säugetieren kommen unter anderem Schwarzbären, Schneeziegen, Eisgraue Murmeltiere, Pfeifhasen, Schneeschuhhasen, Ziesel und Streifenhörnchen vor. Steinadler, Rotschwanzbussarde, Eckschwanzsperber und Weißkopfseeadler kommen im Spätsommer zur Beutesuche in den Park.

## Benachbarte Parks
Der Park grenzt an verschieden andere der Provincial Parks in British Columbia sowie an andere Schutzgebiete. Im Südwesten grenzt er unmittelbar an den Pinecone Burke Provincial Park und im Südosten an den Golden Ears Provincial Park. Im Nordwesten umschließt er teilweise den Blackcomb Glacier Provincial Park, der dadurch entstand das Bereiche um den Blackcomb Glacier aus dem Garibaldi Provincial Park ausgegliedert wurden.

## Aktivitäten
Der Park ist ein beliebtes Ziel von Wanderern, Bergsteigern und anderen Outdoor-Sportlern. Er bietet eine Vielzahl von Wandermöglichkeiten, von Halbtageswanderungen bis zu mehrtägigen Wandertouren. Der Park selbst ist ausschließlich zu Fuß erreichbar, innerhalb der Parkgrenzen gibt es keine Straßen. Übernachtungsmöglichkeiten bieten nur mehrere einfache Zeltplätze und Schutzhütten. Am Garibaldi Lake und im Diamond Head Gebiet befinden sich Rangerstationen.
Von fünf Punkten am Sea-to-Sky-Highway 99 aus führen Wegen in den Park.
Der erste Parkzugang liegt hinter Squamish am Howe Sound. Von hier erreicht man über den Elfin Lake Trail das Diamond Head Gebiet mit dem Elfin Lake. Es folgt der Zugang zum Garibaldi Lake, dann der Weg zum Cheakamus Lake. Von Whistler führt ein Weg zum Singing Pass, und weiter auf der Straße nach Pemberton folgt eine Abzweigung zum Wedgemount Lake. Außer diesen fünf Regionen ist der Park als Wildnis zum Schutz des natürlichen Ökosystems nicht zugänglich.
Der Park ist von November bis Mitte Juni mit einer dichten Schneedecke bedeckt. Das Diamond Head Gebiet ist dann ein Ziel für Skitourengeher. An der nördlichen Parkgrenze liegt der 2181 Meter hohe Whistler Mountain, dessen Skigebiet allerdings nicht mehr zum Park gehört.